# Canton de Saint-Amand-Montrond
Le canton de Saint-Amand-Montrond est une circonscription électorale française située dans le département du Cher et la région Centre-Val de Loire.
À la suite du redécoupage cantonal de 2014, la composition du canton reste inchangée.

## Histoire
Un nouveau découpage territorial du Cher entre en vigueur en mars 2015, défini par le décret du 21 février 2014, en application des lois du 17 mai 2013 (loi organique 2013-402 et loi 2013-403). Les conseillers départementaux sont, à compter de ces élections, élus au scrutin majoritaire binominal mixte. Les électeurs de chaque canton élisent au Conseil départemental, nouvelle appellation du conseil général, deux membres de sexe différent, qui se présentent en binôme de candidats. Les conseillers départementaux sont élus pour 6 ans au scrutin binominal majoritaire à deux tours, l'accès au second tour nécessitant 12,5 % des inscrits au 1er tour. En outre la totalité des conseillers départementaux est renouvelée. Ce nouveau mode de scrutin nécessite un redécoupage des cantons dont le nombre est divisé par deux avec arrondi à l'unité impaire supérieure si ce nombre n'est pas entier impair, assorti de conditions de seuils minimaux.
 Dans le Cher, le nombre de cantons passe ainsi de 35 à 19. La composition du nouveau canton de Saint-Amand-Montrond reste inchangée.

## Géographie
Ce canton est organisé autour de Saint-Amand-Montrond dans l'arrondissement de Saint-Amand-Montrond. Son altitude varie de 137 m (Bruère-Allichamps) à 312 m (Saint-Amand-Montrond) pour une altitude moyenne de 177 m.

## Représentation

### Conseillers d'arrondissement (de 1833 à 1940)
| Période                                  | Période          | Identité                                               | Étiquette               | Qualité |
| ---------------------------------------- | ---------------- | ------------------------------------------------------ | ----------------------- | --- |
| 1833                                     | 1848             | Gilbert Jean Baptiste Porcheron des Places (Desplaces) |                         | Propriétaire à Saint-Amand-Montrond                                                                             |
| 1848                                     | 1882 (décès)     | Paul François Vallet (1803-1882)                       |                         | Médecin, conseiller municipal de Saint-Amand-Montrond                                                           |
| 1883                                     | 1884 (démission) | Christophe Pajot                                       | Républicain             | Vétérinaire de l'abattoir de Saint-Amand-Montrond                                                               |
| 1884                                     | 1886             | M. Charpy                                              |                         | Conseiller municipal de Saint-Amand-Montrond                                                                    |
| 1886                                     | 1904 (décès)     | Jules Benoist (1814-1904)                              | Socialiste puis Radical | Notaire, maire de Saint-Amand-Montrond, Président du Conseil d'arrondissement                                   |
| 1904                                     | 1919             | Émile Bonnelat                                         | Radical                 | Minotier, maire de Saint-Amand-Montrond (1896-1912), Président du Conseil d'arrondissement Sénateur (1910-1921) |
| 1919                                     | 1940             | Paul Bouille                                           | Radical                 | Notaire à Saint-Amand-Montrond, maire d'Orval Président du Conseil d'arrondissement                             |
| 1940                                     |                  |                                                        |                         | Les conseils d'arrondissement ont été suspendus par la loi du 12 octobre 1940 et n'ont jamais été réactivés     |
| Les données manquantes sont à compléter. |                  |                                                        |                         | |

### Conseillers généraux de 1833 à 2015
| Période | Période          | Identité                                          | Étiquette              | Qualité |
| ------- | ---------------- | ------------------------------------------------- | ---------------------- | --- |
| 1833    | 1848             | Comte Hippolyte François Jaubert                  |                        | Propriétaire à Givry, Cours-les-Barres Député (1831-1844, 1871-1874) Pair de France Ministre des Travaux publics                                       |
| 1848    | 1852             | Eugène Rollet                                     | Républicain Socialiste | Propriétaire à Saint-Amand-Montrond |
| 1852    | 1870             | Vicomte Charles Robin de la Tremblaye de Coulogne |                        | Propriétaire du château d'Orcenais Maire de Morlac Président du Comité catholique de Saint-Amand-Montrond Attaché au ministère des Affaires étrangères |
| 1870    | 1884 (démission) | Jean Girault                                      | Républicain            | Meunier, maire d'Allichamps Député (1869-1870, 1876-1885) Sénateur (1885-1909)                                                                         |
| 1884    | 1913             | Christophe Pajot                                  | Rad.                   | Vétérinaire à Saint-Amand-Montrond Député (1885-1910) Sénateur (1921-1929) Conseiller municipal de Saint-Amand-Montrond, conseiller d'arrondissement   |
| 1913    | 1937 (décès)     | Fernand Ragotin (1874-1937)                       | Rad.ind.               | Commerçant à Saint-Amand-Montrond |
| 1937    | 1940             | Pierre Jobleau                                    | PC-SFIC                | Cheminot puis vigneron Maire-adjoint de Saint-Amand-Montrond Révoqué en 1940 (décret Daladier)                                                         |
|         |                  |                                                   |                        | |
| 1943    | 1945             | René Sadrin (1901-1985)                           | ?                      | Propriétaire, Président de la section des anciens combattants Maire de Saint-Amand-Montrond Nommé conseiller départemental en 1943                     |
|         |                  |                                                   |                        | |
| 1945    | 1949             | Pierre Jobleau (1882-1957)                        | PCF                    | Cheminot puis vigneron Maire-adjoint de Saint-Amand-Montrond                                                                                           |
| 1949    | 1961             | René Sadrin                                       | DVD                    | Maire de Saint-Amand-Montrond |
| 1961    | 1979             | Jean-Marie Duron                                  | Centriste puis DVD     | Pharmacien Maire de Saint-Amand-Montrond |
| 1979    | 1992 (décès)     | Pierre Gourier                                    | DVD                    | Pharmacien Adjoint au maire de Saint-Amand-Montrond |
| 1992    | 2007 (décès)     | Serge Vinçon                                      | RPR                    | Professeur de collège Sénateur (1989-2007) Maire de Saint-Amand-Montrond de 1983 à 2007 Président du conseil général de 1998 à 2001                    |
| 2007    | 2013 (décès)     | Patrick Trompeau                                  | DVD                    | Chef cuisinier Maire d'Orval (2001-2013) |
| 2013    | 2015             | Annie Lallier                                     | UMP                    | Conseillère municipale de Saint-Amand-Montrond |

### Conseillers départementaux à partir de 2015
| Période élective | Période élective | Mandat | Mandat   | Identité        | Nuance | Nuance | Qualité |
| ---------------- | ---------------- | ------ | -------- | --------------- | ------ | ------ | --- |
| 2015             | 2021             | 2015   | 2021     | Annie Lallier   |        | LR     | Retraitée Conseillère municipale de Saint-Amand-Montrond jusqu'en 2020 3ème Vice-Présidente du Conseil départemental                |
| 2015             | 2021             | 2015   | 2021     | Emmanuel Riotte |        | LR     | Ancien directeur de cabinet de Thierry Vinçon Conseiller municipal de Saint-Amand-Montrond (maire depuis 2020)                      |
| 2021             | 2028             | 2021   | en cours | Clarisse Duluc  |        | LR     | Maire d'Orval |
| 2021             | 2028             | 2021   | en cours | Emmanuel Riotte |        | LR     | Conseiller sortant, 3e vice-président chargé du logement et de la politique de l’habitat, suppléant du député Horizons Loïc Kervran |

### Résultats détaillés

#### Élections de mars 2015
À l'issue du 1er tour des élections départementales de 2015, deux binômes sont en ballottage : Élodie Baranger et François Pinson (FN, 25,01 %) et Annie Lallier et Emmanuel Riotte (UDI, 22,53 %). Le taux de participation est de 50,47 % (6 274 votants sur 12 431 inscrits) contre 51 % au niveau départementalet 50,17 % au niveau national.
Au second tour, Annie Lallier et Emmanuel Riotte (UDI) sont élus avec 61,34 % des suffrages exprimés et un taux de participation de 51,66 % (3 303 voix pour 6 422 votants et 12 431 inscrits).

#### Élections de juin 2021
Le premier tour des élections départementales de 2021 est marqué par un très faible taux de participation (33,26 % au niveau national). Dans le canton de Saint-Amand-Montrond, ce taux de participation est de 32,55 % (3 821 votants sur 11 740 inscrits) contre 32,99 % au niveau départemental. À l'issue de ce premier tour, deux binômes sont en ballottage : Clarisse Duluc et Emmanuel Riotte (Union au centre et à droite, 61,04 %) et Céline Apricena et Louis Deniau (RN, 19,58 %).
Le second tour des élections est marqué une nouvelle fois par une abstention massive équivalente au premier tour. Les taux de participation sont de 34,3 % au niveau national, 34,03 % dans le département et 33,9 % dans le canton de Saint-Amand-Montrond. Clarisse Duluc et Emmanuel Riotte (Union au centre et à droite) sont élus avec 76,59 % des suffrages exprimés (2 693 voix pour 3 981 votants et 11 745 inscrits),,. 

## Composition

### Composition avant 2015
Le canton de Saint-Amand-Montrond regroupait treize communes.
| Nom                              | Code Insee | Codepostal | Superficie (km2) | Population (dernière pop. légale) | Densité (hab./km2) |
| -------------------------------- | ---------- | ---------- | ---------------- | --------------------------------- | ------------------ |
| Saint-Amand-Montrond (chef-lieu) | 18197      | 18200      | 20,17            | 10 518 (2012)                     | 521                |
| Bouzais                          | 18034      | 18200      | 3,35             | 324 (2012)                        | 97                 |
| Bruère-Allichamps                | 18038      | 18200      | 13,90            | 646 (2012)                        | 46                 |
| La Celle                         | 18042      | 18200      | 12,80            | 344 (2012)                        | 27                 |
| Colombiers                       | 18069      | 18200      | 9,51             | 404 (2012)                        | 42                 |
| Drevant                          | 18086      | 18200      | 4,84             | 566 (2012)                        | 117                |
| Farges-Allichamps                | 18091      | 18200      | 8,30             | 229 (2012)                        | 28                 |
| La Groutte                       | 18107      | 18200      | 2,92             | 129 (2012)                        | 44                 |
| Marçais                          | 18136      | 18170      | 29,03            | 323 (2012)                        | 11                 |
| Meillant                         | 18142      | 18200      | 40,60            | 670 (2012)                        | 17                 |
| Nozières                         | 18169      | 18200      | 10,35            | 231 (2012)                        | 22                 |
| Orcenais                         | 18171      | 18200      | 18,93            | 256 (2012)                        | 14                 |
| Orval                            | 18172      | 18200      | 7,65             | 1 884 (2012)                      | 246                |

### Composition à partir de 2015
Le nouveau canton de Saint-Amand-Montrond comprend les mêmes treize communes entières. La commune de Saint-Amand-Monrond perd le statut de chef-lieu de canton et devient bureau centralisateur du nouveau canton.
| Nom                                          | Code Insee | Intercommunalité  | Superficie (km2) | Population (dernière pop. légale) | Densité (hab./km2) | Modifier                                    |
| -------------------------------------------- | ---------- | ----------------- | ---------------- | --------------------------------- | ------------------ | ------------------------------------------- |
| Saint-Amand-Montrond (bureau centralisateur) | 18197      | CC Cœur de France | 20,17            | 9 690 (2022)                      | 480                | modifier les données · modifier les données |
| Bouzais                                      | 18034      | CC Cœur de France | 3,35             | 285 (2022)                        | 85                 | modifier les données · modifier les données |
| Bruère-Allichamps                            | 18038      | CC Cœur de France | 13,90            | 569 (2022)                        | 41                 | modifier les données · modifier les données |
| La Celle                                     | 18042      | CC Cœur de France | 12,80            | 329 (2022)                        | 26                 | modifier les données · modifier les données |
| Colombiers                                   | 18069      | CC Cœur de France | 9,51             | 410 (2022)                        | 43                 | modifier les données · modifier les données |
| Drevant                                      | 18086      | CC Cœur de France | 4,84             | 551 (2022)                        | 114                | modifier les données · modifier les données |
| Farges-Allichamps                            | 18091      | CC Cœur de France | 8,30             | 255 (2022)                        | 31                 | modifier les données · modifier les données |
| La Groutte                                   | 18107      | CC Cœur de France | 2,92             | 119 (2022)                        | 41                 | modifier les données · modifier les données |
| Marçais                                      | 18136      | CC Cœur de France | 29,03            | 305 (2022)                        | 11                 | modifier les données · modifier les données |
| Meillant                                     | 18142      | CC Cœur de France | 40,60            | 648 (2022)                        | 16                 | modifier les données · modifier les données |
| Nozières                                     | 18169      | CC Cœur de France | 10,35            | 234 (2022)                        | 23                 | modifier les données · modifier les données |
| Orcenais                                     | 18171      | CC Cœur de France | 18,93            | 242 (2022)                        | 13                 | modifier les données · modifier les données |
| Orval                                        | 18172      | CC Cœur de France | 7,65             | 1 637 (2022)                      | 214                | modifier les données · modifier les données |
| Canton de Saint-Amand-Montrond               | 1812       |                   | 182,35           | 15 274 (2022)                     | 84                 | modifier les données                        |

## Démographie

### Démographie avant 2015
| 1962   | 1968   | 1975   | 1982   | 1990   | 1999   | 2006   | 2011   | 2012   |
| ------ | ------ | ------ | ------ | ------ | ------ | ------ | ------ | ------ |
| 16 186 | 16 809 | 17 805 | 18 111 | 17 919 | 17 517 | 17 671 | 16 651 | 16 524 |

### Démographie depuis 2015
En 2022, le canton comptait 15 274 habitants, en évolution de −2,43 % par rapport à 2016 (Cher : −2,48 %, France hors Mayotte : +2,11 %).
| 2013   | 2018   | 2022   |
| ------ | ------ | ------ |
| 16 180 | 15 328 | 15 274 |